# Gunilla Mann
Gunilla Mann, född 1947 i Göteborg, är en svensk målare, tecknare,
grafiker och skulptör.
Mann växte upp i Majorna och Masthugget i Göteborg. Hon utbildade sig vid Slöjdföreningens skola (senare Högskolan för design och konsthantverk vid Göteborgs universitet) 1962–1967 och vid Hovedskous målarskola (senare Göteborgs konstskola) 1968–1972. Mann delar numera sin tid mellan Österlen och Södermalm i Stockholm. I Stockholm eller dess omgivningar har hon arbetat vintertid sedan 1972. Först i sin ateljé på Djurö, sedan i Sköndal och från 1989 i sin ateljé på Götgatsbacken. På Österlen har Gunilla Mann varit verksam sommartid med ateljé och utställning i Rörum sedan 1990.
Gunilla Manns målningar, litografier och gouacher är färgstarka folklivsskildringar. Stilen är naivistisk och berättande stil samt präglas av stor detaljrikedom.
Hon har haft ett 80-tal separatutställningar över hela Sverige. Utomlands har Mann bland annat ställt ut i Chicago, Minneapolis, Seattle, Bryssel, Köpenhamn, Hamburg och Berlin.

## Uppdrag i urval
- Årets julkonstnär i Systembolaget med utsmyckning i landets 800 butiker (1992)
- Oljemålningen Göteborg mitt hjärtas stad till fondvägg på Göteborgsoperan (1994)
- Litografiupplaga till VM i friidrott i Göteborg (1995)
- Jubileumsoljemålningen Snurra min jord till fondvägg i Folkets Hus i Stockholm (1998)
- Litografiupplagan Husen i våra hjärtan till Stadsfastigheter i Malmö (1999)
- Oljemålningen Stockholm mina drömmars stad till KF (2003)
- År 2007 köpte Svenskt Näringsliv oljemålningen Vaxholm, den lilla skärgårdsstaden och Växjö kommun oljemålningen Där livet leker.
- År 2008 förvärvade Malmö stad oljemålningen Framtidsstaden som hänger i stadshusets entré.